# Вильянуэва (Боливар)
Вильянуэва (исп. Villanueva) — город и муниципалитет на севере Колумбии, на территории департамента Боливар.

## История
Поселение, из которого позднее вырос город, было основано 6 декабря 1770 года.

## Географическое положение
Город расположен в северной части департамента, в пределах Прикарибской низменности, на расстоянии приблизительно 19 километров к востоку-северо-востоку (ENE) от города Картахена, административного центра департамента. Абсолютная высота — 252 метра над уровнем моря.
Муниципалитет Вильянуэва граничит на севере с территориями муниципалитетов Клеменсия и Санта-Каталина, на западе — с муниципалитетом Санта-Роса, на юго-западе — с муниципалитетом Турбако, на юго-востоке — с муниципалитетом Сан-Эстанислао, на северо-востоке — с территорией департамента Атлантико. Площадь муниципалитета составляет 225 км².

## Население
По данным Национального административного департамента статистики Колумбии, совокупная численность населения города и муниципалитета в 2015 году составляла 19 691 человек.
Динамика численности населения муниципалитета по годам:
| 2005   | 2006   | 2007   | 2008   | 2009   | 2010   | 2011   | 2012   | 2013   | 2014   | 2015   |
| ------ | ------ | ------ | ------ | ------ | ------ | ------ | ------ | ------ | ------ | ------ |
| 17 576 | 17 765 | 17 954 | 18 153 | 18 367 | 18 568 | 18 780 | 19 010 | 19 234 | 19 458 | 19 691 |

Согласно данным переписи 2005 года мужчины составляли 51,3 % от населения Вильянуэвы, женщины — соответственно 48,7 %. В расовом отношении белые и метисы составляли 99,8 % от населения города; негры, мулаты и райсальцы — 0,2 %.
Уровень грамотности среди всего населения составлял 77,4 %.

## Экономика
Основу экономики Вильянуэвы составляет сельское хозяйство.

69,2 % от общего числа городских и муниципальных предприятий составляют предприятия торговой сферы, 13,7 % — предприятия сферы обслуживания, 6,7 % — промышленные предприятия, 10,4 % — предприятия иных отраслей экономики.